# Microsania
Microsania is een geslacht van insecten uit de familie van de breedvoetvliegen (Platypezidae), die tot de orde tweevleugeligen (Diptera) behoort.

## Soorten
- M. collarti Chandler, 2001
- M. imperfecta (Loew, 1866)
- M. meridionalis Collart, 1960
- M. occidentalis Malloch, 1935
- M. pallipes (Meigen, 1830)
- M. pectipennis (Meigen, 1830)
- M. straeleni Collart, 1954
- M. vrydaghi Collart, 1954